# Metal·list
Metal·list (en rus: Металлист) és un poble (un possiólok) de l'óblast de Vladímir, a Rússia, segons el cens del 2010 tenia 474 habitants. Pertany al districte municipal de Koltxúguino.